# Девица (приток Усмани)
Девица — река в Усманском районе Липецкой области России.
Длина реки — 19 км, площадь водосборного бассейна — 83,4 км².
Исток — у села Никольские Выселки. Девица — левый приток реки Усмани, в которую впадает в селе Новоуглянка. Недалеко от истока на Девице сооружён пруд — у села Студенские Выселки.
Гидроним перенесён с Черниговской земли в IX—XII веках, когда славяне переселялись оттуда в Подонье. На индо-европейском dheuina — источник, поток, течение. По реке получило название село Девица (в прошлом — остожек Девицкий).